# Aziz El Ouali
Aziz El Ouali (en arabe : عزيز الوالي) est un ancien footballeur professionnel marocain né le 1er octobre 1970. Il évoluait au poste de milieu de terrain.
Il a disputé plus de 150 matchs professionnels dont 23 rencontres dans le Championnat de France de football de première division.

## Sélections en équipe nationale
| Caps | Date       | Match             | Lieu       | Score | Compétition |
| 1    | 06/02/1994 | Slovaquie - Maroc | Sharjah    | 1 - 2 | Tournoi     |
| 2    | 23/02/1994 | Maroc - Finlande  | Casablanca | 0 - 0 | Amical      |
| ---- | ---------- | ----------------- | ---------- | ----- | ----------- |

## Biographie
Lors de l'intersaison 1996, en fin de contrat avec Le Mans, il participe à Clairefontaine au stage de l'UNFP destiné aux joueurs sans contrat.